# 28978 Íxion
28978 Íxion (designação provisória: 2001 KX76) é um objeto transnetuniano localizado no cinturão de Kuiper. Foi descoberto em 22 de maio de 2001 pela Deep Ecliptic Survey e recebem o nome de Íxion, uma figura da mitologia grega. É classificado como plutino, nome dado aos corpos em uma ressonância orbital 2:3 com Netuno. Ele possui uma magnitude absoluta de 3,2 e tem um diâmetro estimado de cerca de 709,6 ± 0,2 quilômetros. Devido ao seu tamanho relativamente grande, o mesmo é considerado um forte candidato a ser classificado como planeta anão.

## Órbita

Órbita de Íxion (em verde), Plutão (em vermelho) e Netuno (cinza)

Íxion e Plutão seguem órbitas similares mas diferentemente orientadas, como mostra o diagrama (Íxion é verde, Plutão é vermelho, Netuno é cinza, em posições que tinham em abril de 2006). O periélio de Ixion é abaixo de eclíptica. Fora das características dos corpos celestes atrelados na ressonância (veja 90482 Orco), Íxion aproxima-se de Plutão com menos de 20 graus de separação angular. Íxion está atualmente cruzando a eclíptica dirigindo-se para baixo, e atingirá seu periélio em 2070. Plutão passou o periélio em 1989 e está descendo em direção à eclíptica.

## Características físicas
Ao ser descoberto, estimou-se que Íxion era maior que o asteroide Ceres, Mesmo em 2002, um ano após sua descoberta, ainda acreditava-se que Íxion tinha mais de 1 000 km de diâmetro. Estimativas mais recentes sugerem que Íxion tem um albedo grande e é menor que Ceres. Observações pelo telescópio espacial Spitzer na parte infravermelha de seu espectro revelaram um diâmetro de cerca de 709,6 ± 0,2 quilômetros.
Íxion é moderadamente vermelho (um pouco mais vermelho que 50000 Quaoar) na luz visível. Pode haver uma característica de absorção no comprimento de onde 0,8 μm em seu espectro, o que é comumente atribuído à alteração de matérias superficiais por água. O espectro infravemelho próximo de Íxion é plano. Não foram encontradas bandas de absorção de gelo de água a 1,5 e 2 μm. Isso contrasta com Varuna, que tem um gradiente espectral vermelho no infravermelho próximo assim como proeminentes bandas de absorção de gelo de água. Análises espectroscópicas na luz visível e infravermelho indicam que a superfície de Íxion é uma mistura de gelo de água, carbono escuro e tolina. O Very Large Telescope (VLT) observou Íxion para achar características cometárias, mas não detectou uma coma.